# Galaics
Els galaics (llatí Gallaeci) eren els habitants de la província romana de Gal·lècia, avui Galícia part del nord de Portugal, Astúries i la Província de Lleó. La seva transcripció és gal·lecs però convencionalment s'esmenten com galaics per evitar confusions amb els moderns gallecs. Es dividien en bràcars (gallaeci bracarii) i lucenses (gallaeci lucenses). Eren un poble celta i considerats un poble guerrer que preferien la mort a ser presoners i que es mataven quan eren capturats.